# Taxiarches-Kirche (Larisi)

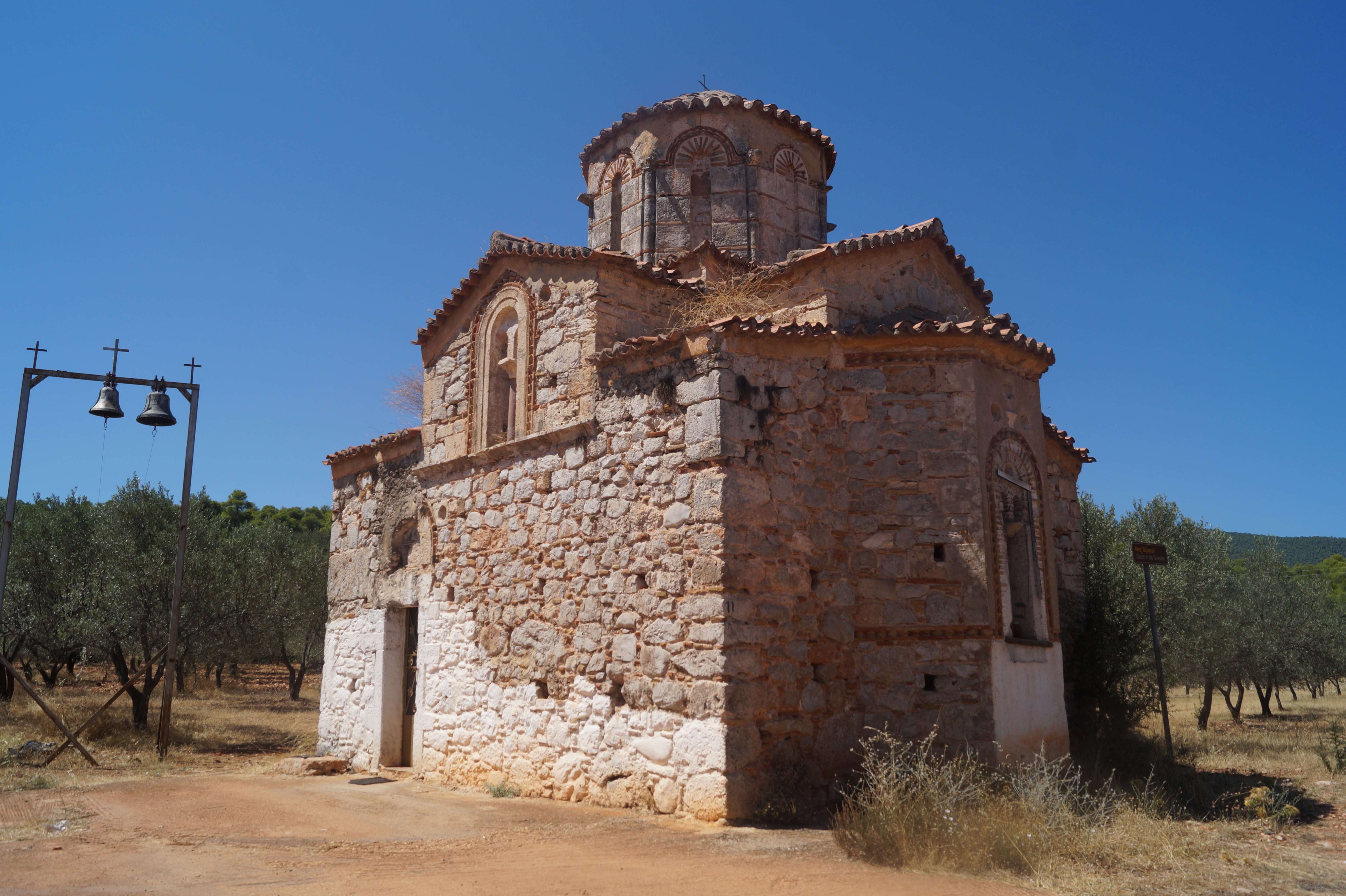
Blick von Südosten auf die Kirche

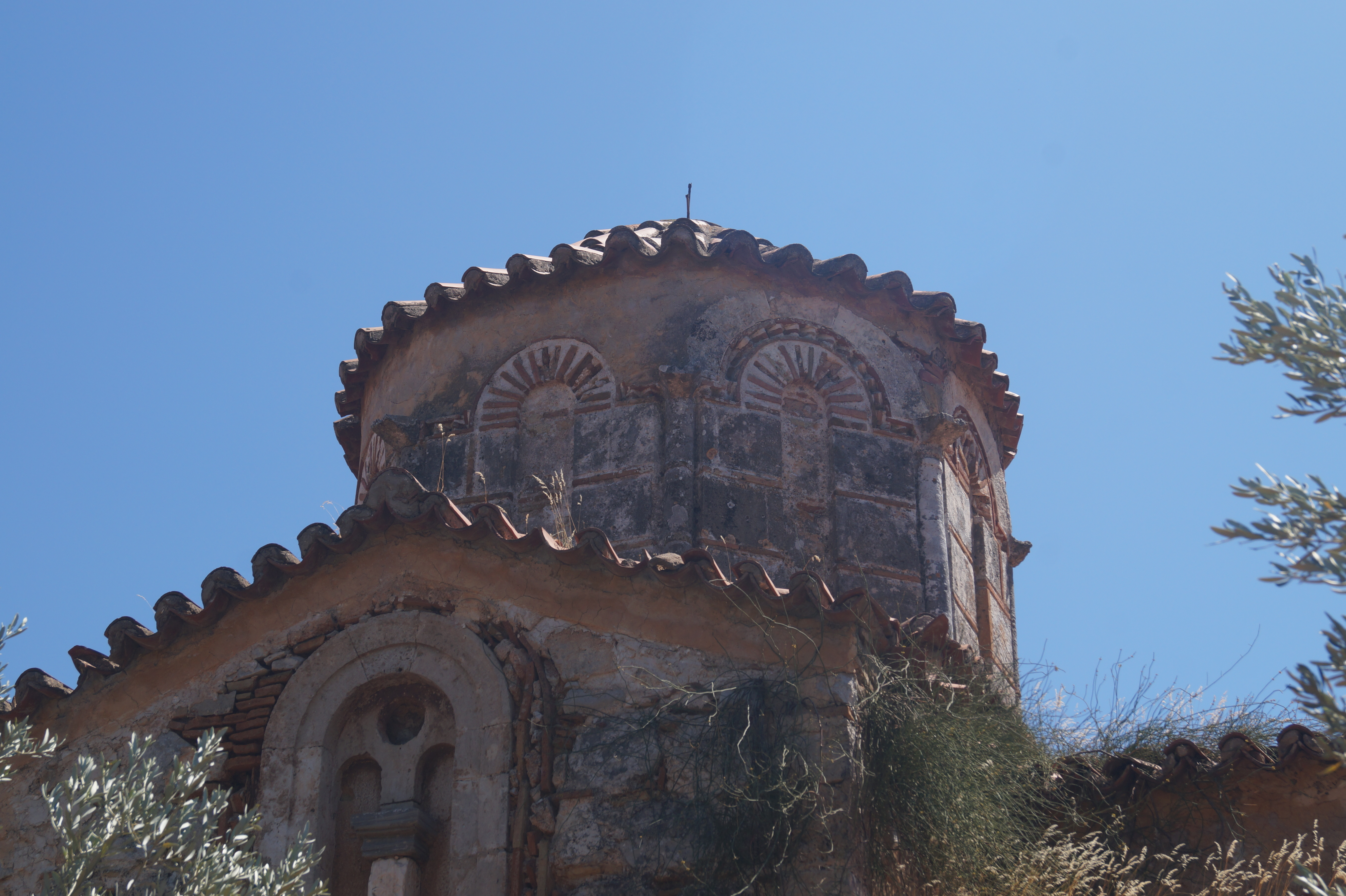
Der Turm der Kirche

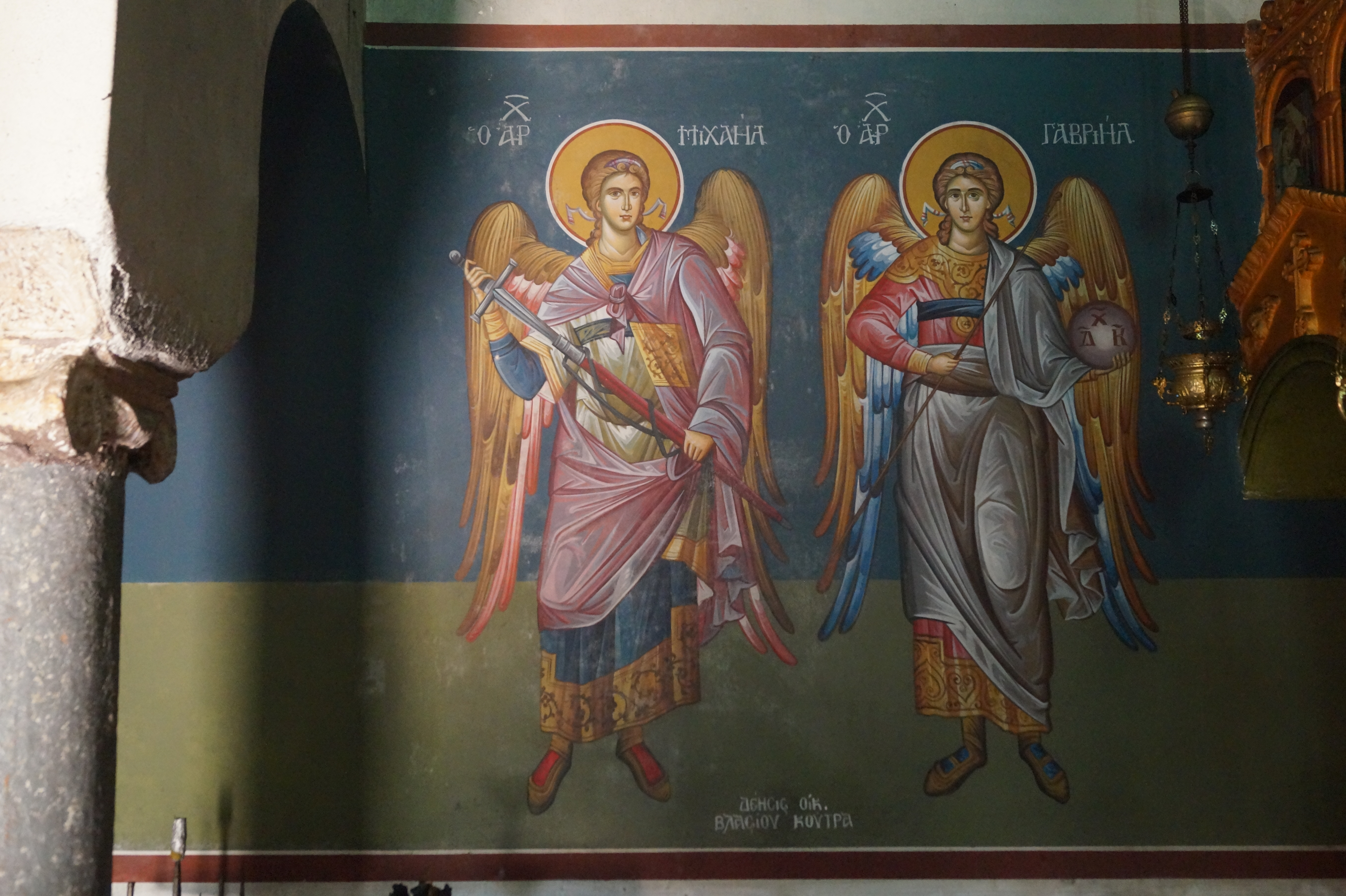
Fresko der Taxiarches: links Michael, rechts Gabriel

Taxiarches-Kirche (griechisch Εκκλησία των Ταξιαρχών oder griechisch Ιερά Ναός Ταξιαρχών) heißt eine mittelbyzantinische Kirche auf der Hochebene von Larisi. Sie steht etwa 2 km südöstlich des Ortes Sofiko und 80 m westlich der Ethniki Odos 10, die von Isthmia nach Palea Epidavros führt. Sie gilt als die bedeutendste Kirche im Umfeld von Sofiko und wurde 1951 unter Denkmalschutz gestellt.

## Beschreibung
Bei der Taxiarches-Kirche handelt es sich um eine Zweisäulen-Kreuzkuppelkirche. Sie ist den Erzengeln Gabriel und Michael geweiht, die in der Griechisch-orthodoxen Kirche Taxiarches (griechisch Ταξιάρχες = Unterfeldherren) genannt werden.
Sie hat einen rechteckigen Grundriss von 6,90 m Länge und 6,19 m Breite und einer Gesamthöhe von 8,75 m. Sie wurde größtenteils aus grob behauenen Steinen und Ziegeln errichtet. Das Bauwerk verfügt im Osten über eine dreiseitige Apsis mit einem doppelbögigen Fenster. Das Fenster wurde aus Ziegeln gebaut und als Mittelpfosten wurde eine Marmorsäule mit Kapitell verwendet. Es wurde mit einer Zierleiste aus Zahnschnitt eingefasst.
Es gab zunächst zwei Türen, eine mittig an der Westseite und eine im westlichen Teil der Südseite. Die Tür an der Stirnseite wurde später zugemauert. Die Türen wurden seitlich mit gut bearbeiteten Steinquadern aus Poros eingefasst und ein großer Steinquader diente als Türsturz. Über den Türstürzen gibt es jeweils einen Überfangbogen. Auch die Fenster an dem Querschiff, über der Fronttür und an dem achteckigen Turm wurden aus Poros geschnitten. Alle diese Fenster wurden zugemauert, bis auf das südliche Fenster des Querschiffs und das südliche Fenster des Turmes.
Zwei Pfeiler und zwei Säulen tragen die Kuppel der Kirche. Die nördliche Säule hat ein ionisches und die südliche ein schlichtes, rechteckiges Kapitell. Die Wände trugen ursprünglich keine Fresken. Erst in der Neuzeit wurden die Seitenwände des Naos mit Fresken versehen. Sie zeigen links neben der Ikonostase die Erzengel Michael und Gabriel und rechts Agios Vlasios und Agios Alexandros. An der Nordwand gegenüber dem Eingang sind Konstantin der Große und Eleni abgebildet. Auch die Ikonostase ist neuzeitlich.

## Datierung
Die Datierung der Kirche ist umstritten, so datierte Anastasios Orlandos die Kirche ans Ende des 12. oder Anfang des 13. Jahrhunderts. Bei einer typologischen und morphologischen Neubewertung kamen Michalis Kappas und Giorgos Fusteris zu dem Schluss, dass die Kirche in die Mitte des 13. Jahrhunderts zu datieren sei. Als Indiz für die spätere Datierung führten sie an, dass die Bögen der zweibögigen Fenster an dem Querschiff und an der Front monolithisch aus Poros ausgeführt waren. Auch die schlanke und hohe Form der Bögen würde eher zu einer späteren Entstehung passen. Dass der Zahnschnitt über der Fronttür nicht aus Ziegeln gebaut, sondern in einen Block geschnitzt wurde, ist äußerst selten und würde an die Fenster des Katholikons des Klosters Kimiseos Theotokou Odigitria und die Rosette an der Südseite der Kimisis tis Theotokou von Merbaka erinnern. Auch die runden Einbuchtungen über den doppelbögigen Fensters und den Türen, in die zur Zierde glasierte Keramikschüsseln eingelassen waren, erinnern an die Kreuzkuppelkirche von Merbaka. Während der Rundstab an der nordwestlichen Ecke des achteckigen Turmes aus einer angesetzten Marmorsäule besteht, wurden die anderen sieben aus Poroskalkstein und runden Ziegeln nicht angesetzt, sondern aus den Blöcken geschnitten. Diese Eigenart zeigt auch die Metamorphosis-Kirche in Tarsina und wurde bei der Agios Georgios-Kirche in Sofiko aus dem 17. Jahrhundert nachgeahmt. Kappas und Fusteris kamen zu dem Schluss, dass fast alle Kirchen der Gegend von Sofiko im 13. Jahrhundert innerhalb von zwei Generationen errichtet wurden.

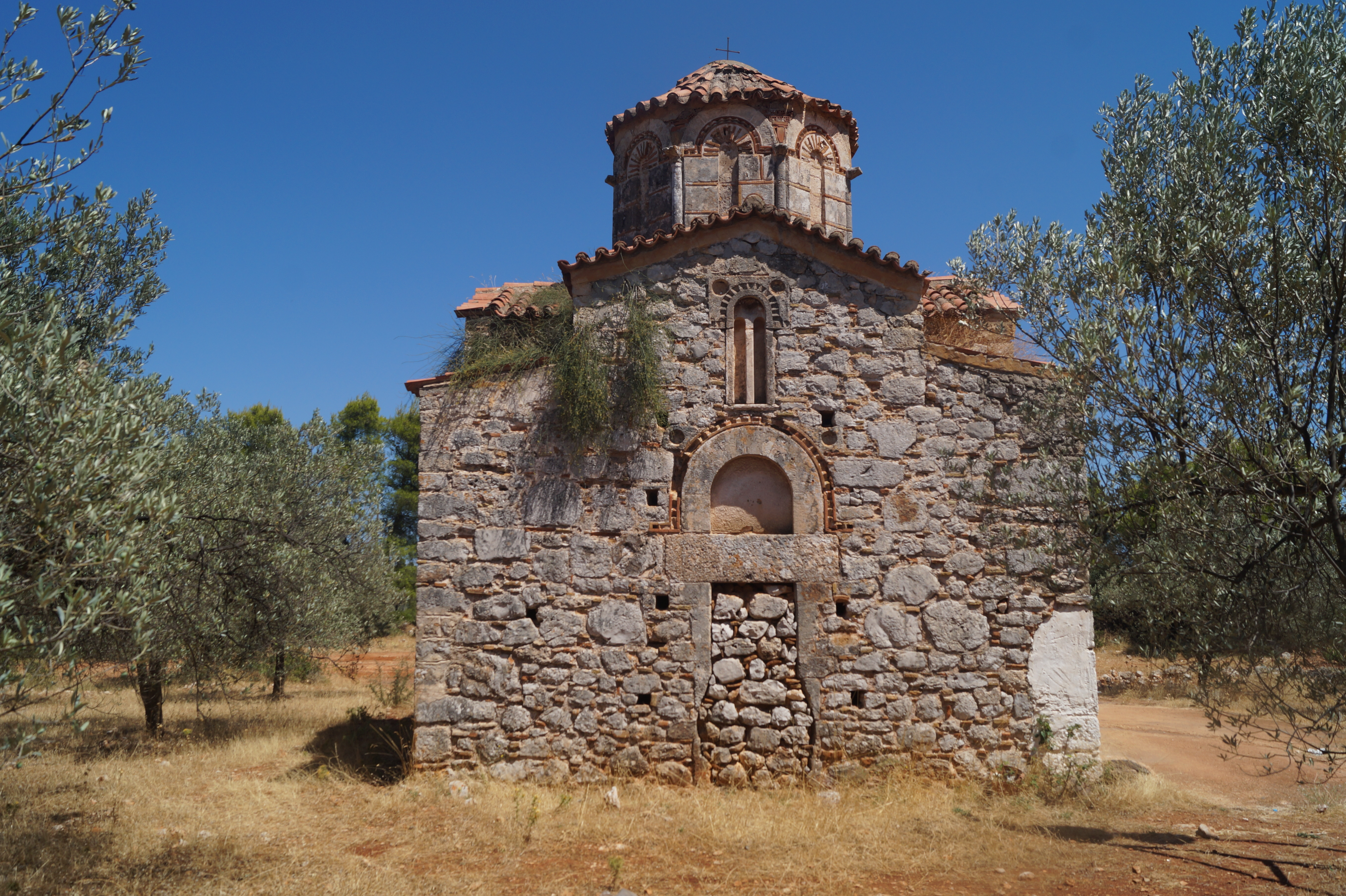
Blick von Westen auf die Kirche
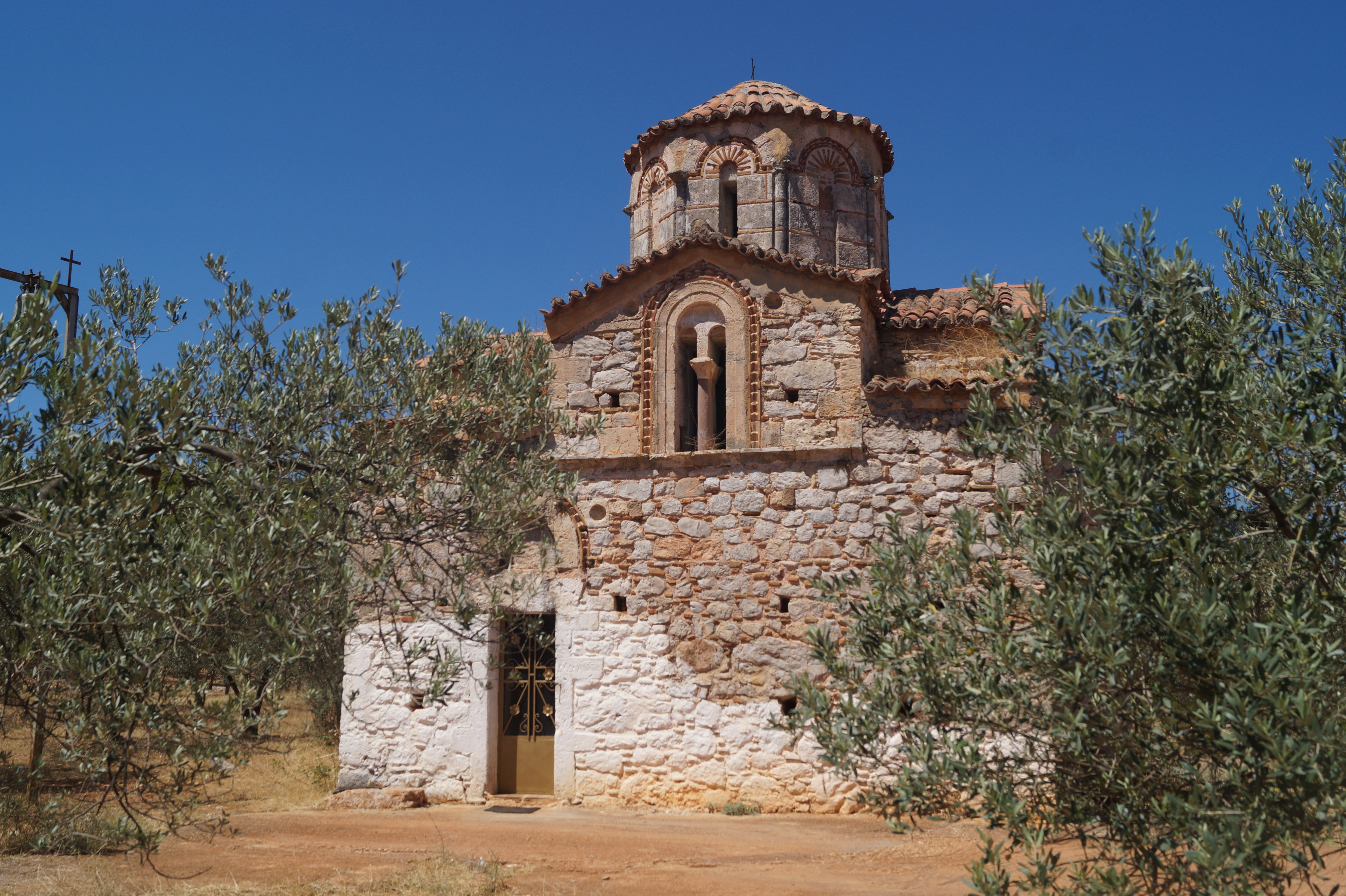
Blick von Süden auf die Kirche
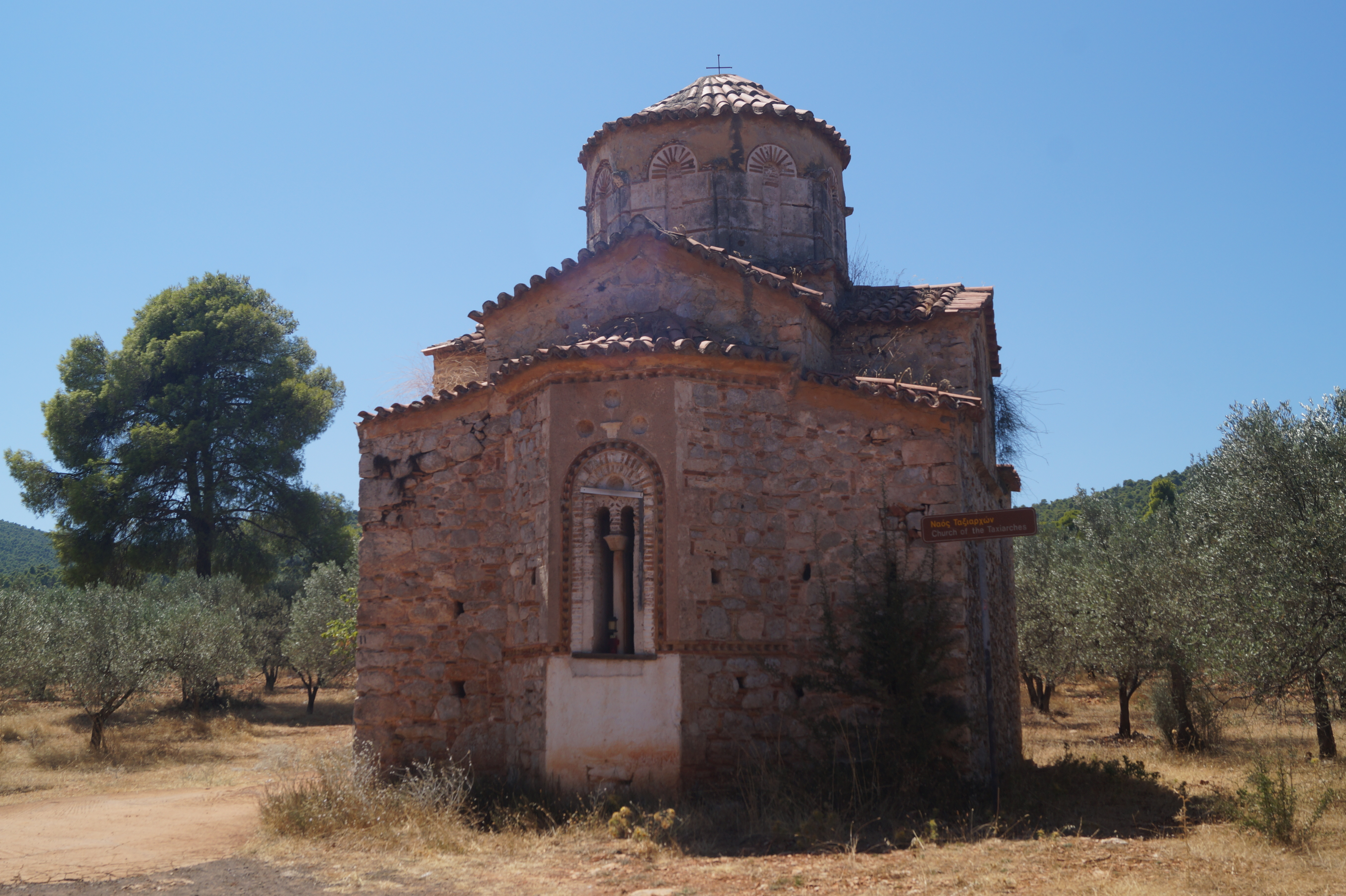
Blick von Osten auf die Kirche
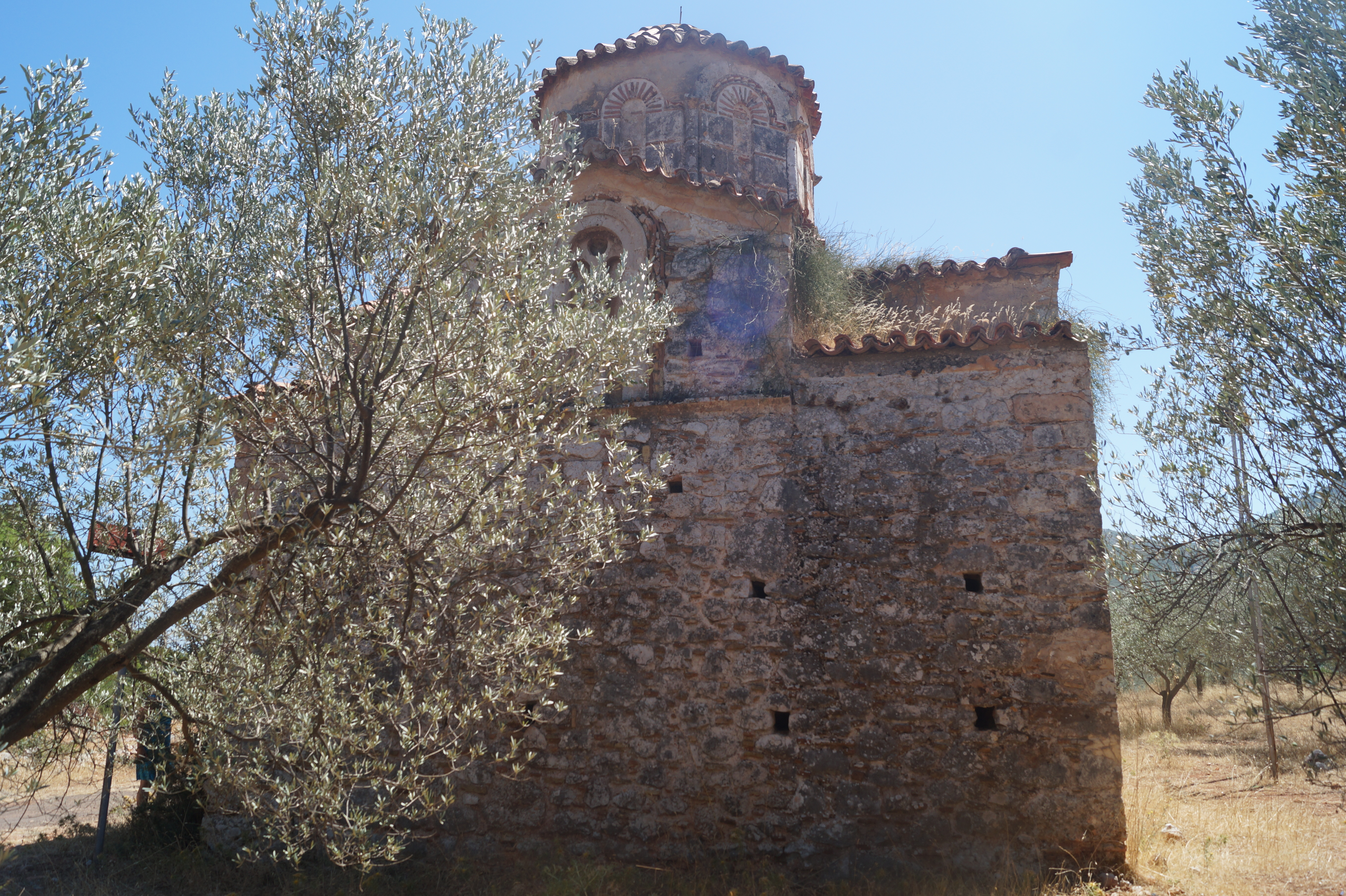
Blick von Norden auf die Kirche